# 横山光雄
横山 光雄（よこやま みつお、1909年9月25日 - 2010年10月20日）は、日本の造園家、造園学者。大学教員として造園都市計画教育に関わり、他方で戦前の旧満洲国の各都市の都市計画、千里ニュータウン計画、駒沢オリンピック公園建設、旧運輸省観光支援策・離村再生・レクリエーション整備、など関与。千葉大学、東京大学、日本大学で教鞭を執る。1969年から1971年まで、日本造園学会会長を務めた。

## 経歴・人物
神奈川県横浜市出身。1930年（昭和5年）、駒場時代の東京帝国大学農学部農学科に入学、丹羽鼎三の園芸第二研究室に入り、1933年（昭和8年）大学院に進学、造園学を学ぶ。
1935年（昭和10年）大学院修了後、埼玉県に2年間奉職し、また東京緑地計画協議会に関与し、東京緑地計画の立案作業に従事。
1937年（昭和12年）ごろ、満洲国にわたり、関東州庁に勤務、大連などの都市計画、関東州計画令立案に携わる。2年後、大東港建設局に従事するため安東に渡り同地の緑化都市計画に関わる。
1944年（昭和19年）から内務省の命で鞍山の防空都市計画に関与。その後兵役応召をうける。
終戦後日本に帰国し、日本公園緑地協会を経て、千葉農業専門学校緑地土木科専任講師として赴任し、新制大学の千葉大学園芸学部旧造園学科創設に寄与。一方で同時期に農村計画にも関与し、農村計画学会を結成。また東京大学大学院生物系研究科農学専門課程で花卉学特論の講師を務める。
1958年（昭和33年）小田急向ヶ丘遊園ばら苑を設計。
1970年、第1回日本公園緑地協会北村賞受賞。1977年、昭和52年度日本都市計画学会受託研究報告学会賞。1992年、第10回日本造園学会上原敬二賞受賞。
冒頭での実績の他、研究学園都市周辺地域開発基本計画（1968年6月）、大阪城公園(東部)、横浜市大通り公園・港北地区公園緑地整備計画（1978年）などもある。
2010年10月20日、老衰のため横浜市内の自宅で死去。101歳没。